# Svetambara

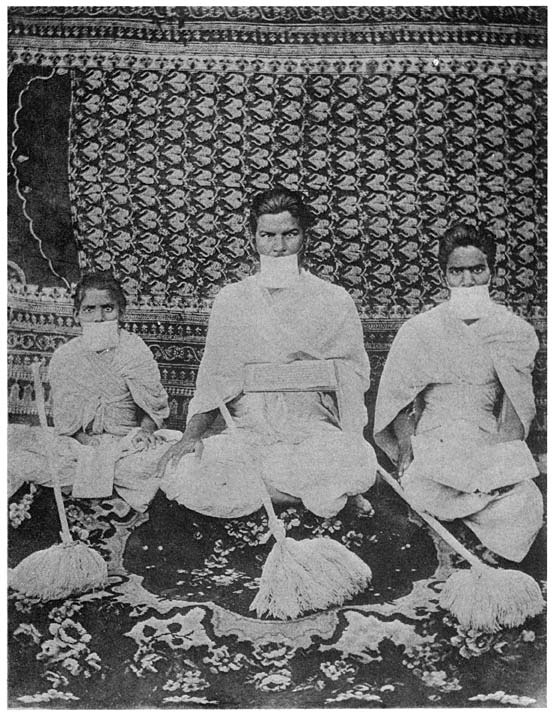
Monaci di fede Svetambara, con mascherina e scopetto

Śvetāmbara (Sanscrito: श्वेतांबर o श्वेतपट, śvētapaṭa; traslitterato anche come svetambar, shvetambara, shvetambar, o swetambar) è, insieme al Digambara, uno dei due principali gruppi del giainismo.
Śvetāmbara ("vestiti di bianco") è un termine che descrive la loro pratica ascetica di indossare indumenti di cotone bianco che li caratterizza rispetto ai digambara ("vestiti dal cielo"), i cui praticanti esercitano nudi. I primi, quindi, non ritengono che l'ascetismo vada praticato nudi.
Gli śvetāmbara credono, inoltre, che anche le donne siano capaci di ottenere il Mokṣa.
Alla morte di Mahāvīra gli successero alla guida della comunità figure di autorevoli asceti che vengono denominati “patriarchi”. L’ultimo di questi patriarchi fu Bhadrabāhu, morto 170 anni dopo la dipartita di Jina da questo mondo. Nel IV secolo a.C. dunque questo Bhadrabāhu decise di guidare la comunità verso il sud dell’India e si allontanò dalle regioni originarie del Bihar a causa di una carestia. La parte di comunità che lo seguì si stabilì a Śravaṇa Beḷgola nel Mysore e rimase là per dodici anni. Una volta tornati in patria, gli emigranti constatarono che i monaci e gli asceti rimasti nel Bihar avevano preso l’abitudine di indossare una veste bianca e avevano stabilito un canone di testi durante un concilio tenutosi a Pāṭaliputra, odierna Patna, capitale dello Stato del Bihar. A causa di questo nel 79 a.C. un nuovo concilio stabilì un’autentica scissione tra due gruppi, quello degli Śvetāmbara (letteralmente “vestiti di bianco”) originatosi da coloro che non avevano seguito Bhadrabāhu e avevano preso l’abitudine di indossare una veste di cotone bianco, e quello dei Digambara (letteralmente “vestiti di cielo [aria]”) che invece giravano nudi.
Ancora oggi i giainisti si distinguono in questi due gruppi.
La versione che ha come protagonista Bhadrabāhu è però di ambito Digambara e vuole di fatto rimarcare un allontanamento degli Śvetāmbara dalla pratica originaria: in particolare la nudità viene definita come un carattere distintivo della pratica trasmessa da Mahāvīra stesso.
Esiste però anche una versione degli Śvetāmbara sullo scisma: dopo 609 anni dalla morte del Jina un certo Śivabhūti, divenuto monaco per auto-iniziazione, si unì a un gruppo di Śvetāmbara. Durante il suo peregrinare ascoltò un sermone nel quale si diceva che, secondo la tradizione, Mahāvīra avesse praticato la nudità. Arrogantemente Śivabhūti decise di iniziare a praticare la nudità e convinse pure una monaca a fare lo stesso (ella venne poi però corretta da una prostituta che temeva le ripercussioni che questa pratica avrebbe avuto sul suo mestiere). A questa vicenda la tradizione degli Śvetāmbara fa risalire la pratica della nudità.
Nel 2006 c'erano 2510 monaci e 10.228 suore in confronto ai 548 monaci e 527 suore digambara.
La tradizione śvetāmbara segue il lignaggio di Acharya Sthulibhadra Suri.
Il Sutra del Kalpa cita alcuni dei lignaggi in tempi antichi. Gli ordini monastici Śvetāmbara sono rami dell'ordine Vrahada, che fu fondato nel 937 d.C.
I più preminenti tra gli ordini classici sono il Kharatara (fondato nel 1024 d.C.), il Tapa (fondato nel 1228 d.C.), e il Tristutik.